# Bắc Kạn (Provinz)
Bắc Kạn ist eine Provinz (tỉnh) von Vietnam. Sie liegt im Nordosten des Landes in der Region Nordosten. Die Provinz liegt nördlich von Hanoi und ist sehr gebirgig. Sie lebt vor allem vom Bergbau und der Forstwirtschaft. Zur Provinz gehört der See Hồ Ba Bể, der im Nationalpark Ba Bể liegt.

## Bezirke
Bắc Kạn gliedert sich in acht Bezirke:
- 7 Landkreise (huyện): Ba Bể, Bạch Thông, Chợ Đồn, Chợ Mới, Na Rì, Ngân Sơn, Pác Nặm
- 1 Provinzstadt (thành phố trực thuộc tỉnh): Bắc Kạn (Hauptstadt)